# Olha Ilkiw

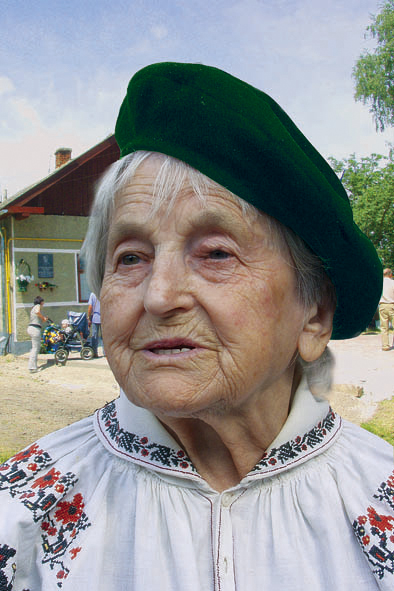
Olha Ilkiw

Olha Faustyniwna Ilkiw, ukr. Ольга Фаустинівна Ільків (ur. 21 czerwca 1920 w Stryju, zm. 6 grudnia 2021 we Lwowie) – ukraińska partyzantka i łączniczka Ukraińskiej Powstańczej Armii. Łączniczka głównodowodzącego UPA Romana Szuchewycza. W sowieckich więzieniach spędziła 14 lat. W 2008 została odznaczona Orderem Księżnej Olgi III klasy.

## Życiorys
Urodziła się 21 czerwca 1902 w Stryju, będącym częścią II Rzeczypospolitej po podpisaniu umowy warszawskiej w 1920. Jej rodzicami byli Faustyn Ilkiw oraz Rozalija z domu Kocur.
Po rozwodzie rodziców w 1934 wyjechała z matką do Warszawy, gdzie miały zamieszkać. Kształciła się w Ukraińskim Instytucie dla Dziewcząt w Przemyślu, gdzie dołączyła do ukraińskiej organizacji harcerskiej. 30 czerwca 1941 wstąpiła do Organizacji Ukraińskich Nacjonalistów (OUN). Po niemieckiej inwazji na Ukrainę uciekła do Żytomierza, gdzie znalazła pracę w kolei. Tam za pomocą swoich dokumentów zdobyła bilety kolejowe i przekazała je ukraińskim powstańcom. Ponadto rekrutowała ludzi do utworzenia sieci kobiet OUN.
W kwietniu 1943 wyszła za mąż za Wołodymyra Łykotę, członka Ukraińskiej Powstańczej Armii. Mieli dwójkę dzieci, Zwenisławę (ur. 1946) i Wołodymyra (ur. 1947). Na początku 1947, gdy jej córka miała trzy miesiące, otrzymała zadanie ukrycia Romana Szuchewycza. Wierzono, że młoda rodzina zapewni idealną osłonę głównodowodzącemu UPA. W celu stworzenia bezpieczniejszej przykrywki dla Szuchewycza fałszywie poślubiła jego ochroniarza, Lubomyra Poljuhę, który również posiadał sfałszowane dokumenty. Jej prawdziwy mąż, Wołodymyr, poległ w bitwie 17 marca 1948, nigdy nie poznawszy swojego syna.
Dowództwo OUN postanowiło wysłać ją z dziećmi do Donbasu, aby tam rozpoczęła nowe życie. Jednakże w ostatniej chwili zdecydowała się pożegnać ze swoimi znajomymi we Lwowie, gdzie jako członkini ruchu oporu została aresztowana 14 marca 1950 i osadzona w tamtejszym więzieniu. W więzieniu dowiedziała się, że Szuchewycz zginął w walce zbrojnej z grupą operacyjną Ministerstwa Bezpieczeństwa Państwowego ZSRR, która 5 marca 1950 zaatakowała jego kryjówkę we wsi Biłohorszcza. Była bita, torturowana oraz zmuszana przez strażników do zażywania substancji psychoaktywnych.
W 1952 została skazana na 25 lat za „udział w antysowieckim gangu”. Jej dzieci zostały zabrane do sierocińca w Pohulance, gdzie zmieniono im imiona na Wira i Andrij Bojko i były wychowywane jako homo sovieticus.
Po śmierci Józefa Stalina w 1953 jego następca Nikita Chruszczow ułaskawił setki ludzi pod warunkiem, że okażą skruchę. Ilkiw tego nie zrobiła, podobnie jak trzy inne kobiety: Kateryna Zaryćka, Halyna Didyk i Daria Husjak – wszystkie były łączniczkami Romana Szuchewycza. Więźniarki zostały umieszczone w jednej celi, aby nie podburzały swoich współwięźniów. 14 lat później Ilkiw została uwolniona po jej prośbie o ułaskawienie. W 1953 po śmierci Stalina dyrektor sierocińca, w którym znajdowały się dzieci Ilkiw, odpowiedział na jej list, dzięki czemu jej dzieci dowiedziały się, że ich matka żyje.
Od września 1964 pracowała jako pracownik kiosku, szatniarz oraz pielęgniarka w szpitalu we Lwowie, a od 1966 jako woźna. Od 1972 do 1976 pracowała w Lwowskim Muzeum Historycznym, a w latach 1977–1979 w dziale funduszy Muzeum Architektury Ludowej i Życia Codziennego.
Brała udział w zgromadzeniu założycielskim KUN w Kijowie (1992) i OUN na Ukrainie (1993). W latach 1995–2000 była wiceprzewodniczącą Ogólnoukraińskiej Ligi Ukraińskich Kobiet.
W 2008 została odznaczona Orderem Księżnej Olgi III klasy.
Zmarła 6 grudnia 2021 we Lwowie w wieku 101 lat.